# 约翰·科沃德
约翰·科沃德（英語：John Coward，1910年10月28日—1989年2月8日），英国男子冰球运动员，场上位置是前锋。他曾代表英国国家队参加1936年冬季奥林匹克运动会冰球比赛，获得一枚金牌。